# Старинар
Старинар је најстарији српски научни археолошки часопис. Излази од 1884. године првобитно као гласило Српског археолошког друштва, затим Археолошког друштва Београда, а после Другог светског рата постао је орган Археолошког института. Садржи оригиналне научне радове и прилоге о старинама, кулурним споменицима, предметима, налазиштима, стручне и научне прилоге, цртеже и фотографије.

## О часопису
Часопис Старинар посвећен је темама из научних области археологије, историје, историје уметности, архитектуре, класичне филологије, физичке антропологије и осталих сродних научних дисциплина.
Часопис Старинар објављује оригиналне, претходно необјављене радове: оригинални научни радови, прегледни радови, извештаји са ископавања, осврти, критике, прикази и библиграфије, некролози.

### Историјат
Часопис Старинар најстарији је научни часопис из области археологије у Србији. Од оснивања часописа до данас, најеминентнији стручњаци из области археологије и сродних научних дисциплина доприносили су угледу који Старинар има међу часописима те врсте у Европи и свету, као уредници, чланови редакционог одбора, рецензенти или аутори. Од 1884. до 1895. уредник часописа био је Михајло Валтровић. Након паузе од десет година под ознаком „нови ред“, Старинар је излазио од 1906. до 1911. године под уредништвом Михајла Валтровића и Милоја Васића. По завршетку Првог светског рата, у периоду од 1922. до 1940. године, излазио је под „трећом серијом“ у уредништву Николе Вулића и Владимира Петковића, док се „нова серија“ Старинара појавила након Другог светског рата, односно од 1950. године до данас, од када и важи пракса да директор Археолошког института постаје и главни и одговорни уредник часописа Старинар. Функцију уредника до данас су имали Владимир Петковић, Ђурђе Бошковић, Борислав Јовановић, Владимир Кондић, Петар Петровић, Милоје Р. Васић, Славиша Перић и Миомир Кораћ.
Од иницијалних ангажовања у истраживању „старина“ у првим бројевима Старинара, почевши од Михајла Валтровића и ентузијаста-аматера, попут учитеља Михајла Ризнића, временом проучавање прошлих времена постало је све више засновано на изучавању материјалних остатака културне баштине, које су све више објављивали стручњаци и научни радници. Значајно место које је Старинар имао у науци током свих ових година, а које је од важности и данас, јесте неговање дискусија међу истраживачима, у виду критика и одговора на исте, што је често резултирало ревидирањем старих и успостављањем нових закључака о различитим археолошким питањима и проблемима у фокусу.

### Периодичност излажења
Часопис Старинар излази једном годишње, са једном свеском. Старинар примењује Online First опцију, која подразумева електронско објављивање радова након прихватања за штампу од стране редакције и урађене лектуре текста.

## Уредници
- Михаило Валтровић (1884-1908)
- Милоје М. Васић (1908-1922)
- Никола Вулић (1922-1931)
- Владимир Р. Петковић (1931-1954/55)
- Ђурђе Бошковић (1954/55-1979)
- Борислав Јовановић (1979-1987)
- Владимир Кондић (1987-1992/93)
- Петар Петровић (1992/93-1998)
- Милоје Васић (1998-2006)
- Славиша Перић (2006-2015)
- Миомир Кораћ (2015- )

## Аутори прилога
Аутори научних расправа и прилога у часопису Старинар су реномирани научници и стручњаци из земље и иностранства.

## Теме
Теме које су обрађене у часопису Старинар везане су за научно-истраживачки рад из области из археологије, али и блиских научних дисциплина.

## Електронски облик часописа
Часопис Старинар је доступан у режиму отвореног приступа.

## Индексирање у базама података
- DOI Serbia[4]
- DOAJ - Directory of Open Access Journals[5]

## Прекид у излажењу
- 1896-1905;
- 1912-1921;
- 1941-1949.

## Галерија
- Старинар 1884. година
- Старинар 1906. година
- Старинар 1922. година
- Старинар 1950. година
- Старинар 1985. година